# Réseau express régional vaudois
Le RER Vaud (ou Réseau express régional vaudois) est le réseau ferroviaire régional du canton de Vaud.
Il relie différentes localités du canton avec deux types de relations.
- Les relations RER sous la forme d'un réseau en étoile, composé de 7 lignes régionales cadencées, centré sur la gare de Lausanne (sauf la ligne R7 [n 1]).
- Les relations régionales (S/R), régionales express (RE) et TER sous la forme de plusieurs lignes en renfort ou connectées aux relations RER, mais qui ne sont pas cadencées (excepté le RE33 Annemasse – Genève-Cornavin – Vevey – Saint-Maurice – Martigny).

## Généralités
Le réseau est centré sur l'agglomération lausannoise. Six des sept lignes transitent par la gare de Lausanne. Sur le territoire de la capitale vaudoise, le RER dessert deux gares : gare centrale de Lausanne et la halte RER de Prilly-Malley. Le RER relie l'agglomération lausannoise aux autres villes du canton (Vevey, Montreux, Aigle, Yverdon-les-Bains, Palézieux, Payerne et Morges).

## Infrastructures

### Voies
Contrairement à d'autres réseaux RER, comme le S-Bahn Zurichois ou le RER d'Île-de-France, le RER vaudois n'a pas d'infrastructures qui lui sont propres. L'intégralité du réseau roule sur les voies du réseau national CFF. Les CFF sont d'ailleurs l'exploitant principal du RER.

### Gares
Les lignes qui passent par la gare de Lausanne s'arrêtent sur les mêmes quais que les trains nationaux. Les seules infrastructures propres au réseau RER sont les gares et haltes construites spécialement et uniquement pour celui-ci (comme la halte de Prilly-Malley par exemple).

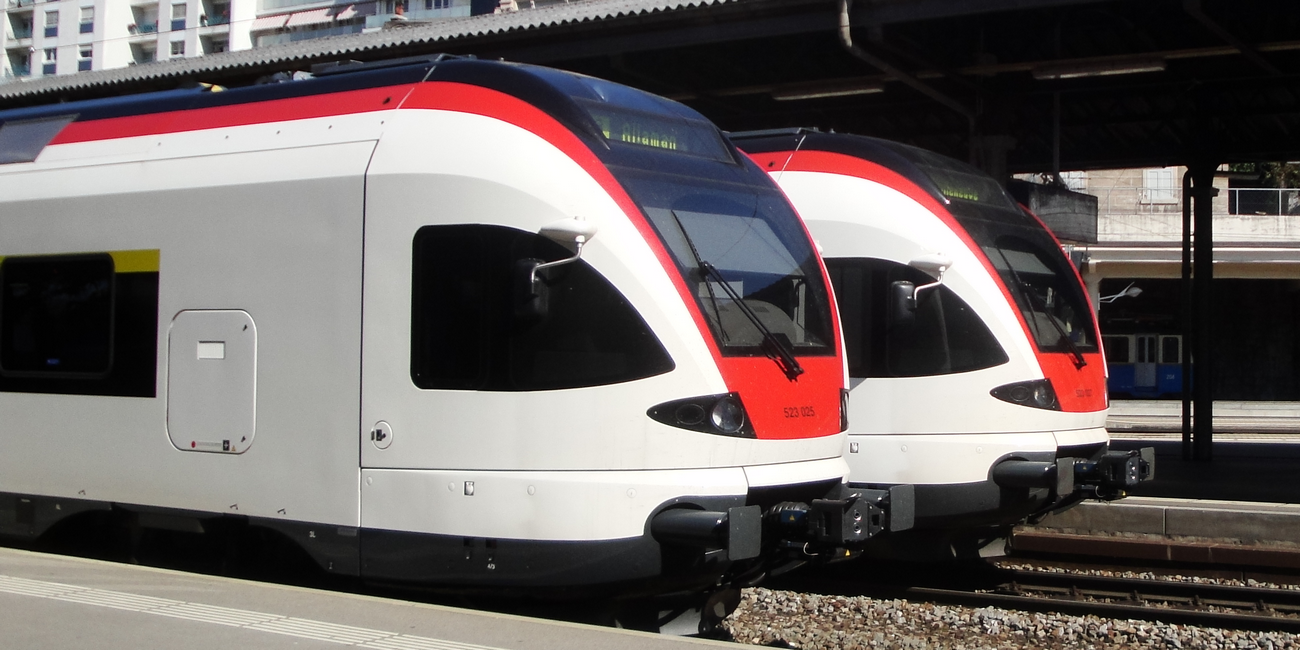
Rame FLIRT du RER Vaud en gare de Montreux.

## Histoire

### Décembre 2004 - Mise en service du REV
Le concept de base du Réseau Express Vaudois (REV) a été développé selon le modèle appliqué à deux lignes structurantes :
- Yverdon-les-Bains - Villeneuve, mis en service en mai 1999.
- Vallorbe - Payerne, mis en service en juin 2001.

Le réseau est alors composé de 4 lignes principales cadencées à l'heure :
- Yverdon-les-Bains - Villeneuve (REV1), circulation du lundi au dimanche.
- Vallorbe - Palézieux (REV2), circulation du lundi au dimanche.
- Allaman - Villeneuve (REV3), circulation du lundi au dimanche.
- Morges - Palézieux (REV4), circulation du lundi au vendredi.

4 lignes radiales complètent le dispositif chaque heure :
- Yverdon-les-Bains - Lausanne (REV11), circulation du lundi au vendredi.
- Lausanne - Payerne (REV21), circulation du lundi au dimanche.
- Puidoux-Chexbres - Vevey (REV31), circulation du lundi au dimanche.
- Vallorbe - Le Brassus (R), circulation du lundi au dimanche.

### Décembre 2010 - Nouvelle identité, Burier deux fois par heure
Le Réseau Express Vaudois (REV) devient officiellement le Réseau Express Régional Vaudois (RER Vaud). Il arbore un nouveau logo qui sera décliné pour les réseaux RER de Fribourg (RER Fribourg) et du Valais (RER Valais).
Grâce à la mise en circulation des nouvelles rames FLIRT, la ligne REV3, devenue S3, dessert la gare de Burier en plus de la S1 (REV1). Désormais, le gymnase voisin et éponyme profite d'une fréquence à la demi-heure.

### Décembre 2011 - De Morges à Allaman
La flotte des rames FLIRT continue à grandir. Ainsi, la ligne S4 est prolongée de Morges à Allaman avec arrêt à Etoy et Saint-Prex. Les haltes de Denges-Échandens et Lonay-Préverenges sont désormais desservies par la ligne S3, ce qui permet de supprimer le bus Renens – Morges qui circulait le samedi et le dimanche afin de pallier la non-circulation de la S4 qui desservait ces haltes.

### Juin 2012 - La halte de Prilly-Malley
Le 29 juin 2012, la halte de Prilly-Malley est inaugurée entre Renens et Lausanne. Cette nouvelle halte, qui offre un accès direct aux installations sportives de Malley, est desservie par les lignes S1, S3 et S4 la semaine et S1 et S3 le week-end.

### Décembre 2015 - Prolongement à Grandson, un réseau repensé
Le 13 décembre 2015, le nouveau quai 1 de la gare de Grandson est ouvert au trafic voyageur après une inauguration le 27 novembre de la même année par les politiques. Parallèlement, c'est tout le réseau qui est réorganisé avec la mise en place d'un service à la demi-heure entre Grandson et Lausanne, d'une renumérotation des services et de la mise en place de nouveaux parcours.

### Décembre 2017 - Un train chaque demi-heure dans la Broye
Le 10 décembre 2017, la ligne S9 (Lausanne - Payerne) est prolongée jusqu'à Kerzers (via Avenches et Murten/Morat). Lors de ce nouvel horaire 2018, le RER Vaud a également le droit à la création de la ligne S8 (Payerne - Palézieux), ce qui permet à chacune des gares entre les 2 villes d'avoir un train toutes les demi-heures. La desserte de gare de Trey est supprimée de toutes les lignes la traversant.

### Décembre 2020 - Prolongement à Aigle
Le 13 décembre 2020, les lignes S2 et S5 sont prolongées au sud-est en direction d'Aigle avec desserte horaire de la gare de Roche VD par la ligne S5.
La ligne S3 ne pouvant pas traverser la gare de Lausanne en raison des travaux de rénovation de celle-ci qui démarreront au 3e ou 4e trimestre 2021, la ligne S3 est limitée entre Allaman et Lausanne et la ligne S6 est ouverte entre Lausanne et Palézieux. La ligne S4 reste inchangée entre Allaman et Palézieux, elle ne dessert plus la halte de Bossière (Lutry) pour des raisons d’exploitations. La ligne S6 est créée et dessert Bossière une fois par heure du lundi au dimanche. Une ligne S22 est créée entre Lausanne/Renens et Vallorbe/Le Brassus, desservie le matin et en fin d’après-midi dans les deux sens.

### Décembre 2021 - Prolongement à Bex
Le 12 décembre 2021, la ligne S5 a été prolongée en semaine, quasiment toutes les heures, d'Aigle à Bex. Cette amélioration de la desserte, qui fait suite à la fin des travaux de rénovation de la gare de Bex, permet d'assurer deux liaisons par heure directes entre Lausanne et Bex,,.

### Août 2022 - Prolongement en vallée de Joux
Dans le cadre de l'amélioration de la desserte du Réseau express régional vaudois, il a été décidé d'effectuer des travaux afin de permettre dès l'été 2022 d'ouvrir une desserte sans changement de Lausanne au Brassus, puis offrir à terme un train toutes les demi-heures de Lausanne au Day. Les trains pour Vallorbe et le Brassus doivent circuler couplés (avec coupe-accroche en gare du Day), Pour ce faire, il a été décidé de construire une nouvelle gare à 300 mètres de l'ancienne, équipée de quais de 160 mètres de longueur et de 55 centimètres de hauteur. Ce projet comprend également la création d'un parc relais à proximité directe de la gare ainsi que de nouveaux arrêts de bus. De plus, les sections de Daillens à Vallorbe de la ligne Cossonay – Vallorbe et du Day au Pont de la ligne Vallorbe – Le Brassus ont été équipées d'une signalisation ferroviaire numérique. Le tronçon de Daillens à Vallorbe a également été banalisé. L'ensemble des travaux a un coût estimé à 53 millions de francs suisses,.
Les travaux de construction de la nouvelle gare du Day ont commencé le 18 janvier 2021. À cause de la pandémie de Covid-19, le début des travaux a été retardé de huit mois. Si les quais de la nouvelle gare seront construits en décembre 2021, ils ne pourront être utilisés qu'à partir du 16 mai 2022, lorsque la nouvelle signalisation sera en service,.
La mise en service de la nouvelle ligne directe entre Lausanne et la vallée de Joux sans changement a été effective le 7 août 2022,.

### Décembre 2022 - Remaniement des lignes, renforcement vers Vallorbe, mise en service du terminus de Cully, prolongement vers Saint-Maurice
Avec le prolongement du RER Vaud en vallée de Joux, la fin de la modernisation de la ligne de Lausanne à Vallorbe, la mise en place de la voie de rebroussement de la gare de Cully, la mise en accessibilité de la gare de Cossonay-Penthalaz et la mise en service du saut-de-mouton de Renens, l'offre du RER Vaud est profondément remaniée et permet en outre l'augmentation du nombre de trains desservant Prilly-Malley, la section entre Renens et Lausanne (desservie par 6 trains par heure) ainsi que les gares de Pully, Lutry et Cully. La plupart des lignes sont renumérotées, en complément de créations et de suppressions de lignes,.
La ligne S1 assure la desserte omnibus de Grandson à Lausanne, prolongée du lundi au vendredi à Cully, tandis que la ligne S2 assure la desserte semi-directe sur le même trajet avec le même prolongement du lundi au vendredi. La ligne S3 relie Vallorbe à Aigle et est prolongée en semaine jusqu'à Saint-Maurice, en correspondance avec les IR90 vers le canton du Valais. La ligne S4 relie Aigle au Brassus ainsi que Vallorbe du lundi au vendredi grâce à un système de coupe-accroche de deux rames en gare du Day. La ligne S5 assure quant à elle la desserte d'Allaman à Palézieux, omnibus d'Allaman à Lausanne puis desservant Bossière, Puidoux et, occasionnellement, Moreillon. La ligne S6 relie les mêmes origines et destinations en optant pour une desserte semi-directe d'Allaman à Renens puis omnibus (sauf Bossière) de Renens à Palézieux. Certaines relations de la ligne S6 sont prolongées du lundi au vendredi jusqu'en gare de Romont. La ligne R reliant Le Brassus à Vallorbe est renommée S et intégrée au RER Vaud tandis que la ligne S22 est supprimée à la suite de la mise en place de la cadence semi-horaire entre Lausanne et Vallorbe avec prolongement en vallée de Joux. Les autres lignes gardent les mêmes numéros et dessertes,.
Comme prévu, le terminus partiel de la gare de Cully remaniée a été mis en service lors du changement d'horaire de décembre 2022. Il est utilisé afin de prolonger les lignes S1 et S2, en provenance de Grandson. La ligne S5, devenue ligne S3, est comme prévu, prolongée du lundi au vendredi en gare de Saint-Maurice. En soirée, du dimanche au jeudi, en raison de travaux, les trains RegioExpress en provenance de Genève sont limités à Lausanne. En compensation, les trains de la ligne S4 sont prolongés en soirée jusqu'à Saint-Maurice,.

### Décembre 2023 - Renommage des lignes
Selon les directives de l'Office Fédéral des Transports, les lignes dénommées S1 à S9 sont renommé R1 à R9 avec le changement d'horaire de décembre 2023.

### Décembre 2024 - Remaniement des lignes entre Lausanne, Palézieux et le canton de Fribourg
Lors du changement d'horaire du 15 décembre 2024, la desserte fine entre les gares de Lausanne, Palézieux et Romont est transférée au RER fribourgeois. Les lignes R5 et R6 sont supprimées au profit de la création des lignes S40 et S41 qui assurent une desserte toutes les demi-heures des gares situées entre Lausanne et Fribourg. Ces deux lignes continuent au-delà de Fribourg jusqu'à Yverdon-les-Bains en tant que ligne S30. Les lignes R3 et R4 sont prolongées jusqu'à Bex. La ligne R7 est prolongée de Puidoux à Palézieux, perd son arrêt à Vevey-Funi et ne dessert plus qu'à certaines heures la gare de Corseaux-Cornalles. Les lignes R8 et R9 de la vallée de la Broye circulent toutes deux jusqu'à Lausanne et sont même diamétralisées de manière à reprendre la desserte de Lausanne à Allaman des anciennes lignes R5 et R6. La ligne R9 est limitée à Morat.

## Fréquentation
Depuis son ouverture, la fréquentation du RER est en constante augmentation. En 2011, 15 millions de voyageurs ont été transportés. Le tronçon le plus chargé se situe dans l'agglomération lausannoise, entre Cully et Renens, avec 13 500 voyageurs par jour en semaine. Les lignes les plus empruntées sont les lignes R1 et R3.

## Projets
Plusieurs améliorations vont être apportées au réseau express régional vaudois (RER Vaud) dans les années à venir.

### Horizon 2035
Dans le cadre du programme de développement stratégique de l'infrastructure ferroviaire (PRODES), le RER Vaud devrait voir ses lignes profondément remaniées. Six lignes sont prévues :
- Ligne R1, reliant Aigle à Grandson toutes les demi-heures en effectuant tous les arrêts, à l'exception de Saint-Saphorin et Épesses une fois sur deux.
- Ligne R2, reliant Cully à Vallorbe toutes les demi-heures.
- Ligne R4, reliant Allaman à Payerne, prolongée une fois par heure jusqu'à Morat. Ces trains seraient omnibus au départ d'Allaman (avec deux gares desservies uniquement une fois par heure) puis semi-directs au-delà de Lausanne suivant le modèle de la desserte de la ligne R9 en 2020.
- Ligne R5, reliant Lausanne à Palézieux suivant une desserte omnibus, à l'exception des gares de Bossière et Moreillon qui resteraient desservies une seule fois par heure.
- Ligne R6, reliant Lausanne à Orbe en ligne directe aux heures de pointe et desservant Renens puis toutes les gares de Chavornay à Orbe.
- Ligne R7, reliant Vevey à Puidoux, sans changement par rapport à la ligne R7 de l'année 2020.

## Réseau

### Les gares

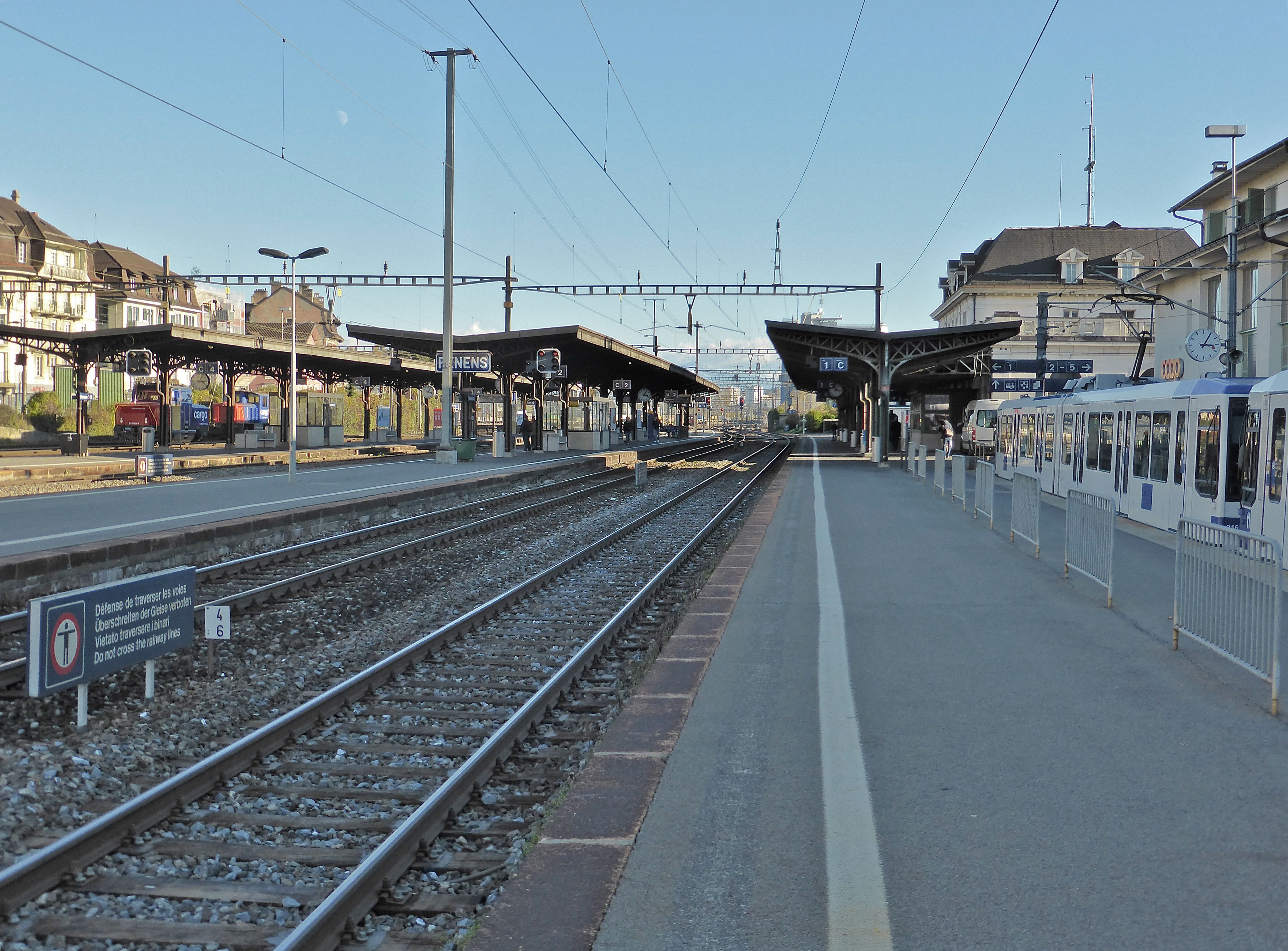
La gare de Renens, deuxième gare du réseau par sa fréquentation.
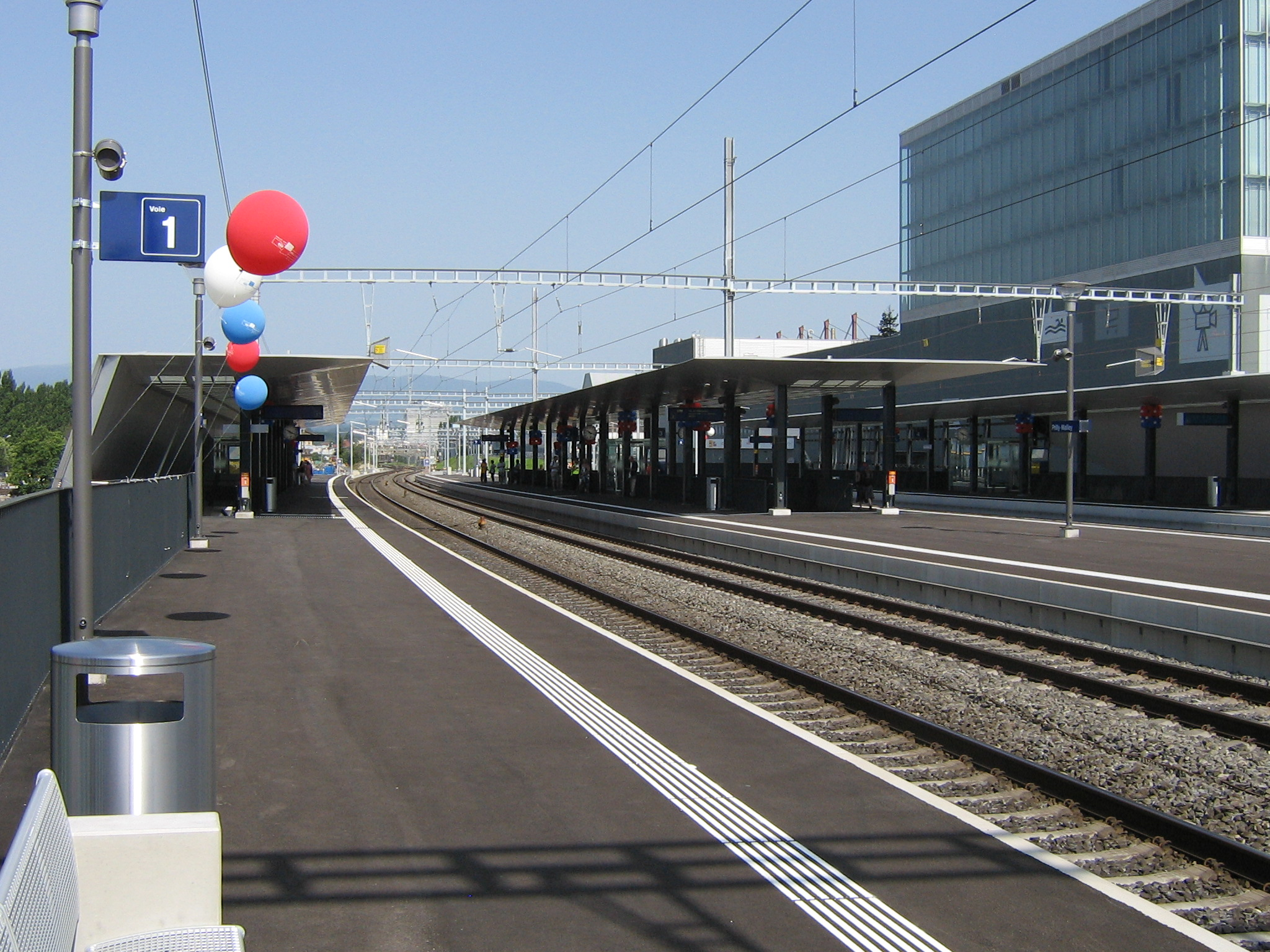
La halte de Prilly-Malley.
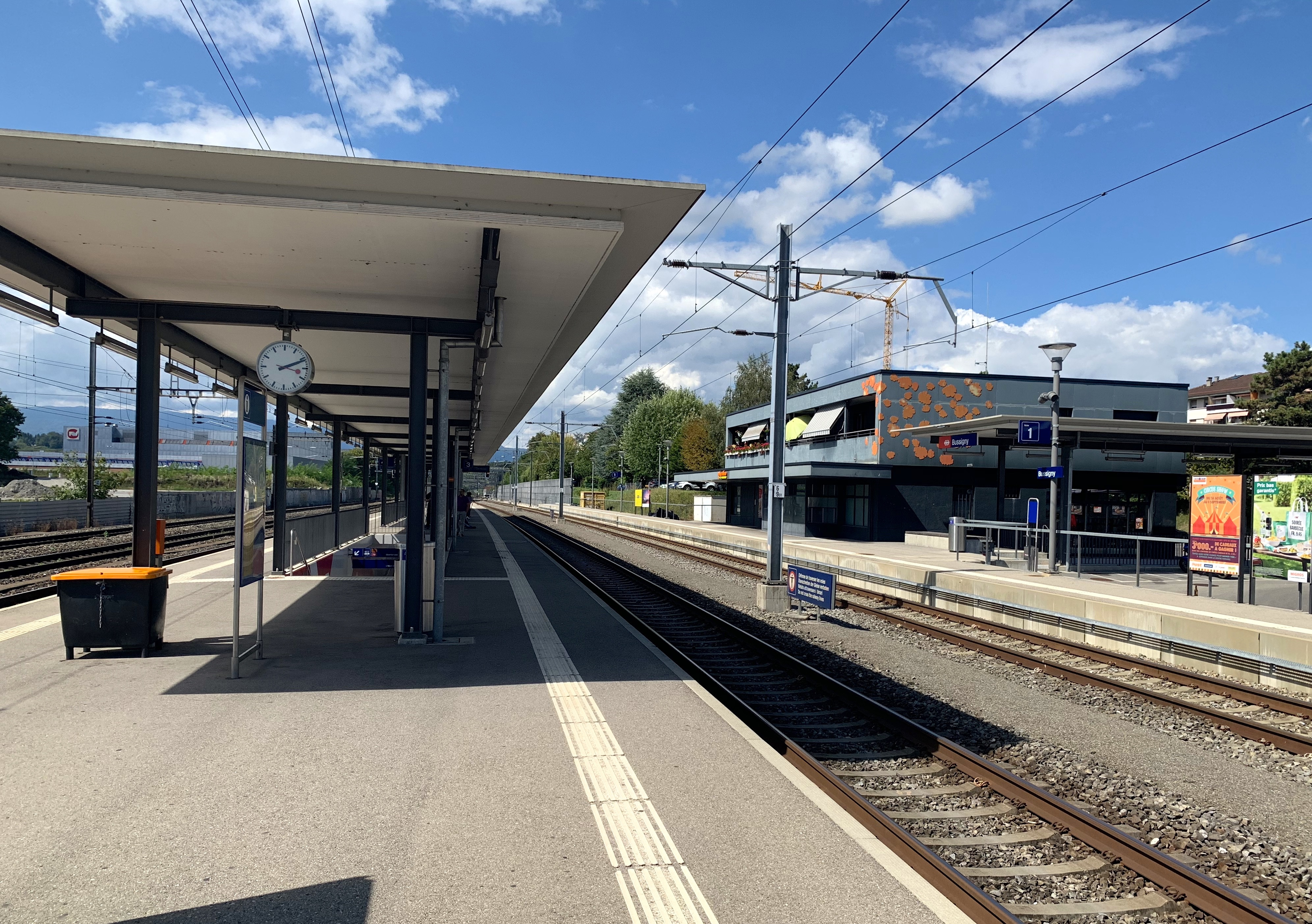
La gare de Bussigny

### Les lignes

#### Ligne R1
À partir du changement horaire de décembre 2024, les trains de la ligne R1 assurent la liaison entre les gares de Grandson et Cully. Ils ne sautent aucun arrêt sur leur trajet entre Grandson et Cully, sauf Épendes. Cette ligne est exploitée par des rames Flirt et, à certaines heures, par des rames Kiss à deux niveaux.
| R1 | Grandson ↔ Lausanne ↔ Cully | Grandson ↔ Lausanne ↔ Cully | Grandson ↔ Lausanne ↔ Cully | Grandson ↔ Lausanne ↔ Cully | Grandson ↔ Lausanne ↔ Cully | Grandson ↔ Lausanne ↔ Cully | Grandson ↔ Lausanne ↔ Cully                  | Grandson ↔ Lausanne ↔ Cully                  |
| R1 | Durée du trajet 54-57 min   | Durée du trajet 54-57 min   | Nombre d'arrêts 16          | Nombre d'arrêts 16          | Cadencement Horaire         | Cadencement Horaire         | Jour de fonctionnement L, Ma, Me, J, V, S, D | Jour de fonctionnement L, Ma, Me, J, V, S, D |

#### Ligne R2
À partir du changement horaire de décembre 2024, les trains de la ligne R2 assurent la liaison entre les gares de Grandson et Cully. Ils ne sautent aucun arrêt sur leur trajet entre Grandson et Cully, sauf Essert-Pittet. Jusqu'à l'horaire 2024, cette ligne était accélérée entre Yverdon, Chavornay et Cossonay-Penthalaz. Cette ligne est exploitée par des rames Flirt et, à certaines heures, par des rames Kiss à deux niveaux.
| R2 | Grandson ↔ Lausanne ↔ Cully | Grandson ↔ Lausanne ↔ Cully | Grandson ↔ Lausanne ↔ Cully | Grandson ↔ Lausanne ↔ Cully | Grandson ↔ Lausanne ↔ Cully | Grandson ↔ Lausanne ↔ Cully | Grandson ↔ Lausanne ↔ Cully                   | Grandson ↔ Lausanne ↔ Cully                   |
| R2 | Durée du trajet 54-57 min   | Durée du trajet 54-57 min   | Nombre d'arrêts 16          | Nombre d'arrêts 16          | Cadencement Horaire         | Cadencement Horaire         | Jours de fonctionnement L, Ma, Me, J, V, S, D | Jours de fonctionnement L, Ma, Me, J, V, S, D |

#### Ligne R3
À partir de l'horaire 2025, les trains de la ligne R3 assurent la liaison entre les gares de Vallorbe et Bex (exceptionnellement St-Maurice) via Lausanne. Sur le tronçon Lausanne - Bex, ils sautent les arrêts de Villette VD, Epesses, Rivaz, St-Saphorin, Territet, Veytaux-Chillon, desservis par la ligne R4. Cette ligne est exploitée par des rames Flirt.
| R3 | Vallorbe ↔ Bex         | Vallorbe ↔ Bex         | Vallorbe ↔ Bex     | Vallorbe ↔ Bex     | Vallorbe ↔ Bex      | Vallorbe ↔ Bex      | Vallorbe ↔ Bex                               | Vallorbe ↔ Bex                               |
| R3 | Durée du trajet 92 min | Durée du trajet 92 min | Nombre d'arrêts 23 | Nombre d'arrêts 23 | Cadencement Horaire | Cadencement Horaire | Jour de fonctionnement L, Ma, Me, J, V, S, D | Jour de fonctionnement L, Ma, Me, J, V, S, D |

#### Ligne R4
À partir de l'horaire de 2025, les trains de la ligne R4 assurent la liaison entre les gares du Brassus et Bex (exceptionnellement St-Maurice) via Lausanne. Du lundi au vendredi, une opération de coupe/accroche en gare du Day permet à l'une des deux rames d'assurer la desserte de la gare de Vallorbe. Cette ligne est exploitée par des rames Flirt.
| R4 | Le Brassus(/Vallorbe) ↔ Bex       | Le Brassus(/Vallorbe) ↔ Bex       | Le Brassus(/Vallorbe) ↔ Bex | Le Brassus(/Vallorbe) ↔ Bex | Le Brassus(/Vallorbe) ↔ Bex | Le Brassus(/Vallorbe) ↔ Bex | Le Brassus(/Vallorbe) ↔ Bex                   | Le Brassus(/Vallorbe) ↔ Bex                   |
| R4 | Durée du trajet 139 min / 101 min | Durée du trajet 139 min / 101 min | Nombre d'arrêts 37 / 28     | Nombre d'arrêts 37 / 28     | Cadencement Horaire         | Cadencement Horaire         | Jours de fonctionnement L, Ma, Me, J, V, S, D | Jours de fonctionnement L, Ma, Me, J, V, S, D |

#### Lignes R5 et R6
Les lignes R5 et R6 assuraient la liaison entre les gares d'Allaman et Palézieux. À partir de l'horaire 2025, elles ont été supprimées et remplacées par les lignes R8 et R9, pour le tronçon entre Allaman et Lausanne, et par les lignes S40 et S41 du RER fribourgeois, pour le tronçon entre Lausanne, Palézieux et Romont.

#### Ligne R7
Depuis la création de cette ligne au sein du RER Vaud, les trains de la ligne R7, aussi appelée « Train des Vignes », assurent la liaison entre les gares de Puidoux et Vevey.
À partir du changement d'horaire du 15 décembre 2024, la ligne est prolongée jusqu'à Palézieux. La gare de Corseaux-Cornalles n'est plus desservie que par certains trains tandis que la desserte de la gare de Vevey-Funi est abandonnée. Une desserte en bus se substitue à la desserte ferroviaire intermédiaire entre Vevey et Chexbres-Village est substituée par un service d'autobus. Elles ont été supprimées lors du prolongement de la ligne de Puidoux à Palézieux,. Cette ligne est exploitée par une rame Domino.[réf. souhaitée]
| R7 | Puidoux ↔ Vevey        | Puidoux ↔ Vevey        | Puidoux ↔ Vevey   | Puidoux ↔ Vevey   | Puidoux ↔ Vevey     | Puidoux ↔ Vevey     | Puidoux ↔ Vevey                              | Puidoux ↔ Vevey                              |
| R7 | Durée du trajet 13 min | Durée du trajet 13 min | Nombre d'arrêts 5 | Nombre d'arrêts 5 | Cadencement Horaire | Cadencement Horaire | Jour de fonctionnement L, Ma, Me, J, V, S, D | Jour de fonctionnement L, Ma, Me, J, V, S, D |

#### Ligne R8
La ligne R8 du RER Vaud a été mise en service le 10 décembre 2017. Elle relie Palézieux à Payerne en empruntant la ligne de la Broye longitudinale. Avec la ligne R9, elle permet de relier toutes les demi-heures les gares entre ces deux villes. Depuis l'horaire 2025, elle est prolongée vers Lausanne et Allaman, en remplacement des lignes R5 et R6. La ligne R8 est exploitée par des rames Domino.
| R8 | Allaman ↔ Payerne      | Allaman ↔ Payerne      | Allaman ↔ Payerne  | Allaman ↔ Payerne  | Allaman ↔ Payerne   | Allaman ↔ Payerne   | Allaman ↔ Payerne                            | Allaman ↔ Payerne                            |
| R8 | Durée du trajet 84 min | Durée du trajet 84 min | Nombre d'arrêts 17 | Nombre d'arrêts 17 | Cadencement Horaire | Cadencement Horaire | Jour de fonctionnement L, Ma, Me, J, V, S, D | Jour de fonctionnement L, Ma, Me, J, V, S, D |

#### Ligne R9
La ligne R9 du RER Vaud a été mise en service le 13 décembre 2015. Elle remplace la ligne S21 qui existait depuis 2004. Elle reliait Lausanne à Payerne en empruntant la ligne de la Broye longitudinale. Le 10 décembre 2017, elle est prolongée jusqu'à Kerzers et remplace le train régional entre Payerne et Morat. Le 15 décembre 2024, elle est limitée à Morat, mais est prolongée vers Lausanne et Allaman, en remplacement des lignes R5 et R6. La ligne R9 est exploitée par des rames Domino.
| R9 | Allaman ↔ Murten/Morat  | Allaman ↔ Murten/Morat  | Allaman ↔ Murten/Morat | Allaman ↔ Murten/Morat | Allaman ↔ Murten/Morat | Allaman ↔ Murten/Morat | Allaman ↔ Murten/Morat                       | Allaman ↔ Murten/Morat                       |
| R9 | Durée du trajet 109 min | Durée du trajet 109 min | Nombre d'arrêts 24     | Nombre d'arrêts 24     | Cadencement Horaire    | Cadencement Horaire    | Jour de fonctionnement L, Ma, Me, J, V, S, D | Jour de fonctionnement L, Ma, Me, J, V, S, D |

#### RE33 Martigny – Annemasse
Le train régional express entre Genève, Lausanne et Romont ou Vevey a été mis en service le 9 décembre 2012. Les trains sont cadencés à la demi-heure entre Genève et Lausanne. Depuis Lausanne, un train par heure partait pour Romont, l'autre pour Vevey. Dès le changement d'horaire de décembre 2017, tous les RE circulent à destination de Vevey, les arrêts à Palézieux et Romont étant repris par les IR15 Genève-Aéroport - Genève - Lausanne - Fribourg - Berne - Lucerne. Dès le 15 décembre 2019, dans le cadre de la mise en service du Léman Express, un train sur deux a comme origine/destination St-Maurice, et dessert également Bex, Aigle et Montreux à l'est de la ligne, ainsi qu'Annemasse à l'ouest de la ligne. Le soir et les week-ends, un train sur deux a pour destination Genève-Aéroport au lieu d'Annemasse. Dès l'horaire 2025, un train sur deux a pour destination Martigny, l'autre St-Maurice. Les RegioExpress de la ligne Annemasse – Martigny sont exploités par des rames Kiss à deux niveaux. En heure de pointe, certains trajets sont prolongés jusqu'à Sion.
| RE33 | (Martigny ↔) St-Maurice ↔ Vevey ↔ Lausanne ↔ Genève ↔ Annemasse | (Martigny ↔) St-Maurice ↔ Vevey ↔ Lausanne ↔ Genève ↔ Annemasse | (Martigny ↔) St-Maurice ↔ Vevey ↔ Lausanne ↔ Genève ↔ Annemasse | (Martigny ↔) St-Maurice ↔ Vevey ↔ Lausanne ↔ Genève ↔ Annemasse | (Martigny ↔) St-Maurice ↔ Vevey ↔ Lausanne ↔ Genève ↔ Annemasse | (Martigny ↔) St-Maurice ↔ Vevey ↔ Lausanne ↔ Genève ↔ Annemasse | (Martigny ↔) St-Maurice ↔ Vevey ↔ Lausanne ↔ Genève ↔ Annemasse | (Martigny ↔) St-Maurice ↔ Vevey ↔ Lausanne ↔ Genève ↔ Annemasse |
| RE33 | Durée du trajet 124 min (133 min)                               | Durée du trajet 124 min (133 min)                               | Nombre d'arrêts 22 (23)                                         | Nombre d'arrêts 22 (23)                                         | Cadencement Semi-horaire                                        | Cadencement Semi-horaire                                        | Jour de fonctionnement L, Ma, Me, J, V, S, D                    | Jour de fonctionnement L, Ma, Me, J, V, S, D                    |

#### Autres lignes
| Ligne | Desserte                       | Nombre de relations journalières | Nombre d'arrêts | Temps de parcours moyen |
| ----- | ------------------------------ | -------------------------------- | --------------- | ----------------------- |
| R     | Vallorbe - Le Brassus          | 2/2                              | 12              | 40 à 42 minutes         |
| TER   | Vallorbe ↔ Frasne ↔ Pontarlier | 1                                | 4               | 33 minutes              |

## Matériel roulant
Le matériel roulant utilisé sur l'ancien Réseau express vaudois (REV) datait déjà du début des années 1990 et ne remplissait pas le cahier des charges de l'actuel RER vaudois. C'est pourquoi le nouveau matériel de type FLIRT est en service depuis le 12 novembre 2010 (parc de 19 rames au complet le 22 août 2011) et une rénovation de l'ancien matériel (RBDe 560) a été effectuée (transformation en rames "Domino"). Depuis le changement d’horaire 2018, une rame à deux étages KISS circule sur les lignes S1 et S5 aux heures de pointe.
| Illustration | Type                        | Nombres de rames | Mise en service | Fin de service | 1re classe | 2e classe | Lignes                                                    |
| ------------ | --------------------------- | ---------------- | --------------- | -------------- | ---------- | --------- | --------------------------------------------------------- |
|              | RBDe 560 "COLIBRI"          | 16               | 1984-1996       | 2012           | Oui/Non    | Oui       | Toutes                                                    |
|              | RBDe 560 "Train des Vignes" | 1                | 1995            | 2012 - Retiré  | Non        | Oui       | S31                                                       |
|              | RBDe 560 DO "NPZ Domino"    | 13               | 2010/2011       |                | Oui        | Oui       | S7 / S8 / S9 / R                                          |
|              | RABe 523 "FLIRT"            | 23               | 2010/2011       |                | Oui        | Oui       | S1 / S2 / S3 / S5                                         |
|              | RABe 511 "KISS"             | 24               | 2012            |                | Oui        | Oui       | RE,S1,S2                                                  |
|              | RABe 523 "FLIRT 3"          | 14               | 2020-2021       |                | Oui        | Oui       | Les premières sont entrées en service le 1er février 2021 |

### Train des Vignes
La rame Colibri "Train des Vignes" (RBDe 560 131-5) a été retirée du service début juin 2012 pour être transformée en rame Domino standard.

## Correspondances
(7 décembre 2021).
Le RER Vaud offre de nombreuses correspondances avec d'autres réseaux.

### Réseau CFF
Service  en gare de Lausanne et Vallorbe
Service  en gare de Lausanne, Renens et Yverdon-les-Bains
Service  en gare de Lausanne, Renens, Morges, Nyon, Vevey, Montreux, Aigle, Palézieux et Yverdon-les-Bains

### RER Fribourg
Palézieux : S40 S41 S50 S51
Romont : RE2 RE3 S40 S41
Yverdon-les-Bains : S30
Payerne : S30
Murten/Morat :  S20 S21

### RER Valais
St-Maurice : R91 St-Gingolph - Brig

### TER Bourgogne-Franche-Comté
Vallorbe : Car et train

### MOB, MVR & GoldenPass Express
Montreux : MOB (→Oberland-Bernois), MGN (→Glion-Naye)
Vevey : CEV (→Blonay-Pléiades)
Territet : TG (Territet-Glion)
Vevey-Funi : VCP (→Chardonne-Pèlerin)

### MBC
Gare de Morges : Chemin de fer Bière-Apples-Morges, 701 702 703 704 706 724 726 730 735 736 740
Gare de Bussigny : 702 736
Gares d'Allaman, St-Prex et halte d'Etoy : 724
Gare de Cossonay-Penthalaz: 750
Halte de Denges-Échandens : 702
Halte de Lonay-Préverenges : 702 705

### TL
Gare de Lausanne :   1 3 20 21
Halte de Prilly-Malley : 7 17 18 19 32 33
Gare de Renens :   17 19 25 31 32 33 36 38 54
Gare de Bussigny : 35 56 58
Gare de Cossonay-Penthalaz: 58
Gare de Pully : 8 25 47 48
Gare de Palézieux : 217 382 385 472 481
Gares de Lutry et La Conversion : 68
Gare de Cully : 381 382
Gare de Moudon : 362

### TPC
Gare de Villeneuve : 111 120
Gare d'Aigle : Lignes ferroviaires AOMC, ASD, AL. Lignes 101 102 103 111 142 143 144
Gare de Bex : Ligne ferroviaire BVB, 151 152 153
Gare de St-Maurice : Lignes 192, 193

### TRAVYS
Gare d'Yverdon-les-Bains : Chemin de fer Yverdon-Sainte-Croix, 601 602 603 604 605 611 613
Gare de Chavornay : Ligne Orbe – Chavornay
Gares de Vallorbe et du Day : Ligne Vallorbe – Le Brassus et 613

### VMCV
Vevey: 201 202 209 211 212 213 215 216
Vevey-Funi : 201 212 213 216
La Tour-de-Peilz : 201 203 207 208 209
Clarens : 201 204
Montreux : 201 204 205 206
Territet : 201
Veytaux-Chillon : 201
Villeneuve : 201 210